# 卡爾-海因茨·里德爾
卡爾-海因茨·里德爾（德語：Karl-Heinz Riedle，1965年9月16日—），已退役德国職業足球員，在場上擔任前鋒。
因為他著名的彈跳力和快速搶點頭球，令他有"Air"綽號。他在德甲的8個賽季總共上場207次並射入72球，他在文達不萊梅和多特蒙德效力期間合共打進62球。里德爾也曾在意大利效力拉齊奧以及在英格蘭效力利物浦。
在代表德國國家隊的6年期間，里德爾代表國家隊出戰兩次世界盃以及1992年歐洲國家盃，當中替當時的西德贏得1990年世界盃冠軍。

## 國際賽生涯
里德爾在1988年8月31日首次為西德上陣，在1990年世界盃外圍賽對陣芬蘭的賽事中陣上分鐘並射入一射協助國家隊作客4:0大勝對手。他最終被時任主教練弗朗茨·贝肯鲍尔選入意大利世界盃23人的大名單，並作為克林斯曼和鲁迪·沃勒尔的替補。他上陣4場並最終協助國家隊獲得該次的世界盃冠軍。
里德爾其中一場在國家隊最具代表性的比賽是在1992年歐洲足球錦標賽半決賽對陣瑞典的比賽。他個人梅開二度令德國以3:2擊敗對手，得以進身決賽。最終也成為該屆神射手之一。他在國家隊總共上陣42場並打進16球。

## 歐洲冠軍聯賽宣傳大使
在2014年8月28日，歐洲足協任命卡爾-海因茨·里德爾成為該賽季在德國柏林舉辦的2014–15年歐洲冠軍聯賽決賽的宣傳大使。

## 榮譽

### 俱樂部
文達不萊梅
- 德國: 1987–88冠軍
- 德國超級盃: 1988年冠軍
- 德國盃: 1988–89亞軍, 1989–90冠軍

多特蒙德
- 歐洲冠軍聯賽: 1996–97冠軍
- 德甲: 1994–95, 1995–96冠軍
- 德國盃: 1995, 1996年冠軍

### 國家隊
- 世界盃: 1990冠軍
- 欧洲足球锦标赛: 1992亞軍
- 夏季奧林匹克運動會: 1988年銅牌

### 個人
- 欧洲足球锦标赛: 1992最佳射手 (共同)

## 數據

### 國際賽
| 德國 | 德國 | 德國 |
| 年度 | 上場 | 入球 |
| ---- | ---- | ---- |
| 1988 | 1    | 1    |
| 1989 | 3    | 1    |
| 1990 | 9    | 1    |
| 1991 | 5    | 3    |
| 1992 | 10   | 4    |
| 1993 | 8    | 5    |
| 1994 | 6    | 1    |
| 總計 | 42   | 16   |

## 個人生活
里德爾與意大利女子嘉布里爾結婚並育有三名孩子，包括職業足球員亞歷山德羅、Dominic以及Vivien-Joana。他本人在上斯陶芬的小鎮持有一間酒店以及經營一間足球學校。

## 外部連結
- fussballdaten.de：卡爾-海因茨·里德爾之統計數據 （德文）
- 足球数据库：卡爾-海因茨·里德爾的球员统计数据
- 足球資料庫：卡爾-海因茨·里德爾的領隊統計數據
- 卡爾-海因茨·里德爾在 National-Football-Teams.com 上的出场纪录
- 卡爾-海因茨·里德爾 – FIFA國際賽競賽紀錄 (存檔)
- 利物浦歷史檔案（页面存档备份，存于）